# Lista över småköpingar i Estland
Det finns 187 orter i Estland som har status som småköping (estniska: alevik) (2020).
År 2013 fick de tre orterna Külitse, Räni och Vasula i landskapet Tartumaa status som småköpingar efter att tidigare ha räknats som byar. Orten Tudulinna i landskapet Ida-Virumaa räknades fram till och med 2019 som en småköping för att därefter istället klassas som en by.
- Adavere
- Aespa
- Ahja
- Alatskivi
- Alu
- Ambla
- Aravete
- Ardu
- Are
- Aruküla
- Aseri
- Assaku
- Aste
- Audru
- Avinurme
- Eidapere
- Erra
- Haabneeme
- Habaja
- Hageri
- Hagudi
- Haljala
- Halliste
- Harku
- Helme
- Hohenholm (Kõrgessaare)
- Hulja
- Hummuli
- Häädemeeste
- Iisaku
- Ilmatsalu
- Juuru
- Jõgeva
- Jüri
- Kadrina
- Kaerepere
- Kaiu
- Kamari
- Kambja
- Kanepi
- Kangru
- Karjaküla
- Kasepää
- Keava
- Kehtna
- Keila-Joa
- Kihelkonna
- Kiisa
- Kiiu
- Kiltsi
- Klooga
- Kobela
- Koeru
- Kolga
- Kolga-Jaani
- Kolkja
- Kose, Harjumaa
- Kose, Võrumaa
- Kose-Uuemõisa
- Kostivere
- Kudjape
- Kureküla
- Kuremaa
- Kuusalu
- Kuusiku
- Kõpu
- Kõrveküla
- Käina
- Käravete
- Kärla
- Käru
- Käärdi
- Külitse
- Laagri
- Laatre
- Laekvere
- Lagedi
- Laiuse
- Lehtse
- Leisi
- Lelle
- Lepna
- Lohusuu
- Loo
- Luige
- Luunja
- Lähte
- Lüganuse
- Mehikoorma
- Misso
- Mooste
- Mustla
- Mäetaguse
- Märja
- Nasva
- Nyhovet (Uuemõisa)
- Nõo
- Näpi
- Oisu
- Olgina
- Olustvere
- Orissaare
- Pajusti
- Palamuse
- Palivere
- Paralepa
- Parksepa
- Peetri, Harjumaa
- Peetri, Järvamaa
- Prillimäe
- Puhja
- Puka
- Puurmani
- Raasiku
- Rakke
- Ramsi
- Rannu
- Ravila
- Riisipere
- Risti
- Roela
- Roiu
- Roosna-Alliku
- Rummu
- Rõngu
- Rõuge
- Räni
- Sadala
- Saku
- Salme
- Sangaste
- Sauga
- Siimusti
- Simuna
- Sinimäe
- Sonda
- Sõmerpalu
- Sõmeru
- Särevere
- Sääse
- Tabasalu
- Tabivere
- Taebla
- Tammiku
- Tihemetsa
- Toila
- Tori
- Torma
- Tsirguliina
- Tudu
- Turba
- Tõravere
- Tõrvandi
- Tõstamaa
- Uhtna
- Ulila
- Vahi
- Vaida
- Valjala
- Vana-Antsla
- Varnja
- Varstu
- Vasalemma
- Vastse-Kuuste
- Vastseliina
- Vasula
- Veriora
- Viimsi
- Viiratsi
- Vinni
- Virtsu
- Viru-Jaagupi
- Viru-Nigula
- Voka
- Võiste
- Võnnu
- Võsu
- Võõpsu
- Väike-Maarja
- Väimela
- Värska
- Väätsa
- Õisu
- Õru
- Äksi
- Ämari
- Ülenurme